# A Petal (phim)
A Petal (tiếng Hàn: 꽃잎; Romaja: Kkonnip) là một bộ phim Hàn Quốc năm 1996 do Jang Sun-woo làm đạo diễn.

## Cốt truyện
Một cô gái nhỏ chứng kiến vụ thảm sát Gwangju ngày 18 tháng 5 năm 1980, khi quân đội nổ súng vào những người biểu tình đòi dân chủ ở Hàn Quốc.

## Diễn viên
- Lee Jung-hyun vai Cô gái
- Moon Sung-keun vai Jang
- Sol Kyung-gu
- Chu Sang-mi
- Park Chul-min
- Park Kwang-jung
- Lee Young-ran vai Mẹ cô gái

## Giải thưởng
| Giải thưởng                                      | Hạng mục                          | Người nhận      | Kết quả   |
| ------------------------------------------------ | --------------------------------- | --------------- | --------- |
| Liên hoan phim Châu Á Thái Bình Dương lần thứ 41 | Nam diễn viên chính xuất sắc nhất | Moon Sung-keun. | Đoạt giải |
| Giải thưởng Điện ảnh Rồng Xanh lần thứ 17        | Nam diễn viên chính xuất sắc nhất | Moon Sung-keun. | Đoạt giải |
| Giải thưởng Điện ảnh Rồng Xanh lần thứ 17        | Nữ diễn viên mới xuất sắc nhất    | Lee Jung-hyun   | Đoạt giải |
| Giải Thưởng Điện Ảnh Daejong lần thứ 34          | Nữ diễn viên mới xuất sắc nhất    | Lee Jung-hyun   | Đoạt giải |
| Hiệp hội phê bình phim Hàn Quốc lần thứ 16       | Nữ diễn viên mới xuất sắc nhất    | Lee Jung-hyun   | Đoạt giải |
| Giải thưởng điện ảnh Cine21 lần thứ 2            | Nữ diễn viên mới xuất sắc nhất    | Lee Jung-hyun   | Đoạt giải |